# Roosevelt County (Montana)
Roosevelt County is een county in de Amerikaanse staat Montana.
De county heeft een landoppervlakte van 6.101 km² en telt 10.620 inwoners (volkstelling 2000). De hoofdplaats is Wolf Point.

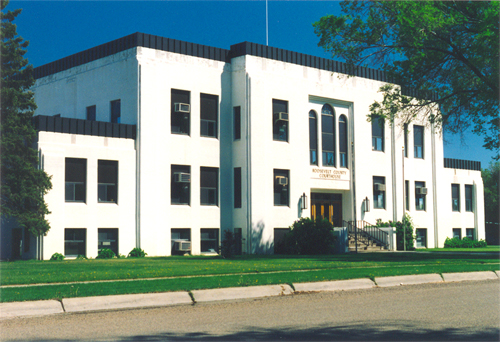
Roosevelt County Courthouse